# Mastigonema
Mastigonemata (eingedeutschte Mehrzahl auch Mastigonemen; von altgriechisch μάστιξ mástix „Peitsche, Geißel“, Genitiv μάστιγος mástigos) sind die härchenförmigen Flimmern an den Geißeln (Flagellen) einiger einzelliger eukaryotischer Lebewesen. Sie machen die damit besetzten Geißeln zu Zuggeißeln.
Geißeln dieser Ausprägung sind fiederartig mit den Mastigonemen besetzt (z. B. bei den Cryptophyceae und Heterokontae). Letztere haben zwei ungleich lange Geißeln, davon ist nur die längere der beiden Geißeln, die Flimmergeißel, mit Mastigonemen besetzt. Die kürzere, glatte Geißel wird Schleppgeißel genannt.
Mastigonemen bestehen aus Basis, Schaft und einem bis mehreren terminalen dünnen Härchen. Sie werden durch das endoplasmatische Reticulum (ER) gebildet und bestehen aus Glycoprotein.
Mastigonemen gibt es nur auf den Geißeln einiger einzelliger Algen und Protozoen, nicht jedoch auf den begeißelten Zellen anderer Lebewesen. Dabei unterscheiden sich die Mastigonemen der einzelligen Algen von denen der Protozoen durch den tubulären Aufbau ihres Schaftes. Auch innerhalb der einzelnen Gruppen können die Mastigonemen zur systematischen Klassifizierung herangezogen werden: Manche Geißeln sind nur mit einer Reihe Flimmern versehen (stichonematisch), andere mit zwei Reihen (pantonematisch).